# アイトール・トルナバカ・フェルナンデス
アイトール・トルナバカ・フェルナンデス（Aitor Tornavaca Fernández, 1976年3月24日 - ）は、スペイン・バスク州ビトリア＝ガステイス出身の元サッカー選手。ポジションはMF。

## 経歴
1995-96シーズン、スポルティング・ヒホンからデビューし、そのデビュー戦で初得点も記録した。このシーズンの出場は1試合のみで、1996-97シーズンの出場も1試合のみだった。1997年夏にセグンダ・ディビシオン（2部）のCDレガネスにレンタル移籍し、19試合に出場した。1998-99シーズンもセグンダのレバンテUDにレンタル移籍し、33試合に出場した。1999-2000シーズンは前シーズンからセグンダに降格していたスポルティング・ヒホンに復帰し、16試合に出場した。2000年、セグンダのレアル・ハエンに完全移籍した。2シーズンで60試合に出場したが、2001-02シーズン終了後にセグンダ・ディビシオンB（3部）に降格したため、2002年にSDエイバルに移籍した。SDエイバルでは2シーズンで59試合に出場して5得点した。
2004年夏、レクレアティーボ・ウエルバに移籍した。レクレアティーボ・ウェルバでは左サイドハーフのファーストチョイスであり、2006年に4シーズンぶりのプリメーラ・ディビシオン（1部）昇格を果たした。自身は20歳の頃以来の9シーズンぶりのプリメーラでのプレーであったが、レギュラーとして37試合に出場した。昇格初年度の2006-07シーズンは8位でセンセーションを巻き起こしたが、つづく2シーズンは残留争いに巻き込まれ、2008-09シーズンは20位でセグンダ降格が決定した。レクレアティーボ・ウエルバではキャプテンを務めていた。

## 所属クラブ
- 1995-2000  スポルティング・ヒホン

1997-1998 → CDレガネス (loan)
1998-1999 → レバンテUD (loan)
- 2000-2002  レアル・ハエン
- 2002-2004  SDエイバル
- 2004-2012  レクレアティーボ・ウエルバ
- 2012-2013  レアル・アビレスCF
- 2014-2016  CDジャネス
- 2016-2017  UDジャネーラ
- 2017-2018  CDジャネス
- 2018-2020  コンダルCF